# Sinophasma hoenei
Sinophasma hoenei är en insektsart som beskrevs av Günther 1940. Sinophasma hoenei ingår i släktet Sinophasma och familjen Diapheromeridae. Inga underarter finns listade i Catalogue of Life.